# Вайнленд (Нью-Джерсі)
Вайнленд (англ. Vineland) — місто (англ. city) в США, в окрузі Камберленд штату Нью-Джерсі. Є осереддям українців. Згідно з  переписом населення 2010 року в США, у місті проживало 60 724 жителів. Це стало на 4453 особи (+7.9 %) більше (56 271 житель), ніж за переписом населення 2000 року, коли, у свою кількість населення збільшилася на 1491 житель (+2.7 %) від 54,780 за  переписом населення  1990 року. Вайнленд, Мілвілл і Бриджтон — це три основні міста штату Нью-Джерсі — так званий міська статистична агломерація США Вайнленд-Миллвилль-Бріджтон, що включає в себе три міста і весь округ Камберленд із статистичною метою. Загальна кількість населення згідно з переписом населення 2010 року складала 156 898 жителів.
Вайнленд утворився 1 липня 1952 року, шляхом злиття Лендіс Тауншип і Вайнленд району, спираючись на результати референдуму, який відбувся 5 лютого 1952 р. Народні гуляння 1 липня 1952 року, коли злиття вступило в силу, включали в себе парад і виступи з такими знаменитостями, як сенатора Естеса Кефовера. 
Назва міста походить від планів свого засновника використовувати землю для вирощування винограду.

## Історія
Чарльз К. Лендіс придбав 30 тисяч акрів (121 кв. км.) землі в 1861 році і ще 23 тисячі акрів (93 кв. км.)  в 1874 році, поряд з Міллвіллем, Нью-Джерсі і вздовж залізничної лінії Західного Джерсі між Камденом і Кейп-Меєм, щоб створити власне утопічне суспільство, вільне від алкоголю, засноване на сільському господарстві та прогресивному мисленні. Перші будинки були побудовані в 1862 році. Залізнична служба була створена у Філадельфії та Нью-Йорку, а населення досягало 5500 чоловік до 1865 року та 11 тисяч до 1875 року.
Створений як місто Темперанс (містечко), де продаж алкоголю був заборонений, Ландіс вимагав, щоб покупці землі у Вайнленді будували будинки на придбаному майні протягом року після покупки, 2 1/2 акрів (10 000 м2) часто-густо порослих лісом. Землі необхідно було очищати і вирощуватися щороку, а також розмістити достатній простір між будинками та дорогами, щоб дозволити посадку квітів та тіньових дерев вздовж маршрутів через місто. Ландіс-авеню був побудований шириною 100 футів (30 метрів) і довжина приблизно 1 миля (2 км), що йде зі сходу на захід через центр спільноти, з іншими вузькими дорогами, що з'єднуються під прямим кутом.
Після визначення, що ґрунт Вайнленду добре підходить для вирощування винограду (звідси і назва), Лендіс почав рекламу для залучення італійських виробників винограду у місті Вайнленд, пропонуючи 20 акрів (81 000 кв. метрів) землі, які повинні були бути очищені і використані для вирощування винограду. Томас Бремвелл Велч заснував фірму виноградний сік Велча та придбав місцеві сорти винограду, для виготовлення «неферментованого вина» (або виноградного соку). Родюча земля також приваблювала склопакетну промисловість і стала місцем для заснування супової компанії Progresso. Протягом першої половини ХХ століття більша частина міста була задіяна в індустрії птахівництва, що призвело до того, що місто отримало назву «Корзина яєць Америки».
Лабораторія ветеринарних птахів (тепер Lohman Animal Health) було започаткована Артуром Голдхафтом. Доктору Голдхафту ставлять в заслугу те, що створення вакцини для курчат («курятина в кожному горщику») врятувала мільйони курей від смерті. Робота д-ра Голдхафта в лабораторіях Vineland Poultry в Віннеандзі допомогла захистити світ від поширення віспи.

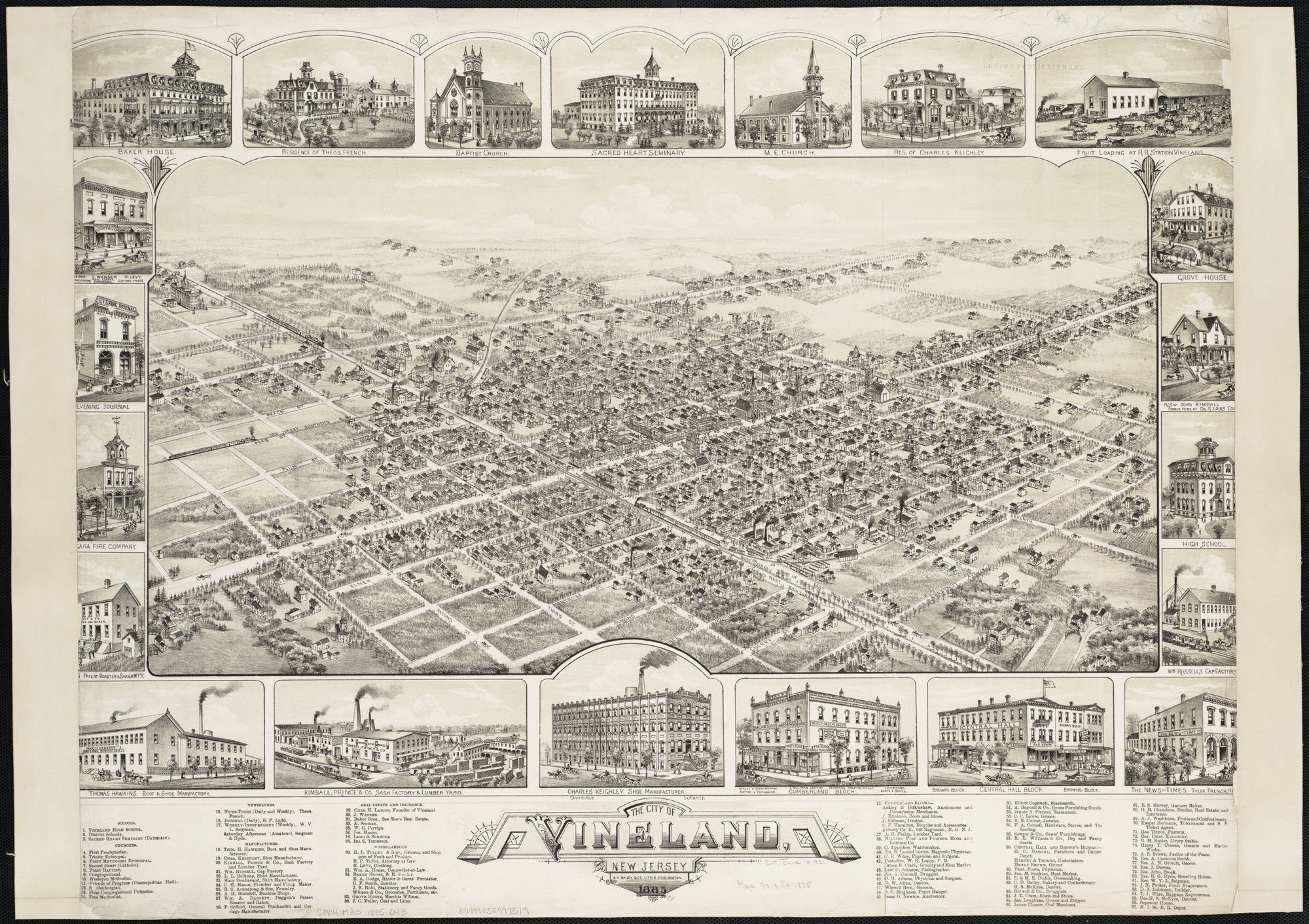
Місто з висоти пташиного польоту в 1885 році

У Вайнленді була відкрита перша у Нью-Джерсі школу для розумово відсталих. Нині розвиваючий центрі тепер має Східний і західний кампуси. В цих установах розміщувалися розумово відсталі жінки у повністю укомплектованих котеджах. Американський психолог Генрі Годдард першим вжив термін «дебіл», направляючи в науково-дослідну лабораторію навчальної школа для відсталих і недоумкуватих дітей у місті Вайнленд. Цей заклад був настільки добре відомим, що в 1955 році одна брошура Американської асоціації в'язниць проголосила Вайнленд «відомим своїм внеском у наші знання про слабких».
Місто Вайнленд відсвяткував своє 150-річчя у 2011 році. Мер Роберт Романо спочатку замовив власний торт від Бадді Валастро з Карло Бак-Магазину в Гобокені, бізнес, представлений в телевізійному шоу TLC реаліті-шоу серії торт Бос. Після протестів від місцевих підприємців, наказ був скасований і п'ять вайнлендських пекарень створили вишукані тістечка для заходу.

## Географія
За даними Бюро перепису населення США, місто має загальну площу 69,029 квадратних миль (178,785 км²), включаючи 68,424 квадратних миль (177,218 км²) землі і 0,605 квадратних миль (1,568 км²) води (0,88 %). Із всіх муніципалітетів в Нью-Джерсі, місто Вайнленд є найбільшим за загальною площею. (Гамільтон Тауншип в окрузі Атлантик — найбільший муніципалітет в Нью-Джерсі в плані земельної ділянки. Галлоуей-Тауншип, також в Атлантик-Каунті, є найбільшим муніципалітетом за площею, у тому числі на відкритій воді в межах своїх кордонів.)
Вайнленд межує з насленими пунктами Дірфілд-Тауншип, Мілвілл, і Моріс-Рівер-Тауншип. Вайнленд також має спільний кордон із округами Салем, Глостер та  Атлантик. За 38 миль (61 км) від міста знаходиться Атлантичний океан.
Неунесені громади, населені пункти та місцеві назви, розташовані частково або повністю в межах міста, включають Клейвіл, Міст Хензес, Лемінгс Мілл, Менантико, Північний Віннеланд, Відділення Парвінів, Плезанфіллі, Південного Віннеля та Віллов Гроув.

## Демографія

### Перепис 2010 року
Згідно з переписом 2010 року, у місті мешкали 60 724 особи в 21 450 домогосподарствах у складі 15 228 родин. Було 22661 помешкання
Расовий склад населення:
| - 67,0 % — білих - 14,2 % — чорних або афроамериканців - 1,7 % — азіатів - 0,7 % — корінних американців - 12,9 % — осіб інших рас |

До двох чи більше рас належало 3,5 %. Частка іспаномовних становила 38,0 % від усіх жителів.
За віковим діапазоном населення розподілялося таким чином: 24,5 % — особи молодші 18 років, 61,6 % — особи у віці 18—64 років, 13,9 % — особи у віці 65 років та старші. Медіана віку мешканця становила 37,7 року. На 100 осіб жіночої статі у місті припадало 92,4 чоловіків;  на 100 жінок у віці від 18 років та старших — 88,1 чоловіків також старших 18 років.
Середній дохід на одне домашнє господарство  становив 67 385 доларів США (медіана — 49 453), а середній дохід на одну сім'ю — 75 797 доларів (медіана — 59 312). Медіана доходів становила 44 507 доларів для чоловіків та 38 624 долари для жінок. За межею бідності перебувало 16,9 % осіб, у тому числі 22,9 % дітей у віці до 18 років та 11,1 % осіб у віці 65 років та старших.
Цивільне працевлаштоване населення становило 26 692 особи. Основні галузі зайнятості: освіта, охорона здоров'я та соціальна допомога — 29,6 %, виробництво — 11,3 %, роздрібна торгівля — 9,8 %, науковці, спеціалісти, менеджери — 9,5 %.

### Перепис 2000 року
Згідно з переписом населення 2000 року в США в місті проживала 56 271 людина, 19 930 сімей і 14 210 сімей, які проживають в місті. Густота населення складала 819,2 чоловік на квадратну милю (316.3/км²). В місті побудовано 20 958 одиниць житла при середній густоті 305,1 на квадратну милю (117.8/км²).
Там були 19,939 сімей, з яких 80.9 % мали дітей у віці до 18 років, які проживають з ними, 48.8 % були подружніми парами, які живуть разом, 16.8 % сімей жінки проживали без чоловіків, а 28,7 % не мали сімей. 23,7 % від усіх домогосподарств складаються з окремих осіб і 11,2 %, які були у віці 65 років або старше. Середній розмір домогосподарства становив 2.70 і середній розмір родини був 3.17 людини.
У місті населення було поширене з 25.7 % молодше 18, 8,3 % з 18 до 24, 29.0 % від 25 до 44 років, 22.9 % від 45 до 64 років і 14,2 %, хто було 65 років або старше. Середній вік складав 36 років. На кожні 100 жінок були 92.0 чоловіків. На кожні 100 жінок віком 18 років і старше припадало 86.9 чоловіків.
Середній дохід на одне домашнє господарство в місті склав $40,076, а середній дохід на одну сім'ю — $47,909. Чоловіки мали середній дохід від $35,195 проти $25,518 для жінок. Дохід на душу населення в місті склав $18,797. Близько 9,8 % сімей і 13,8 % населення були нижче межі бідності, у тому числі 17,3 % з тих під віком 18 і 13,8 % — у віці 65 років і старше.

## Економіка

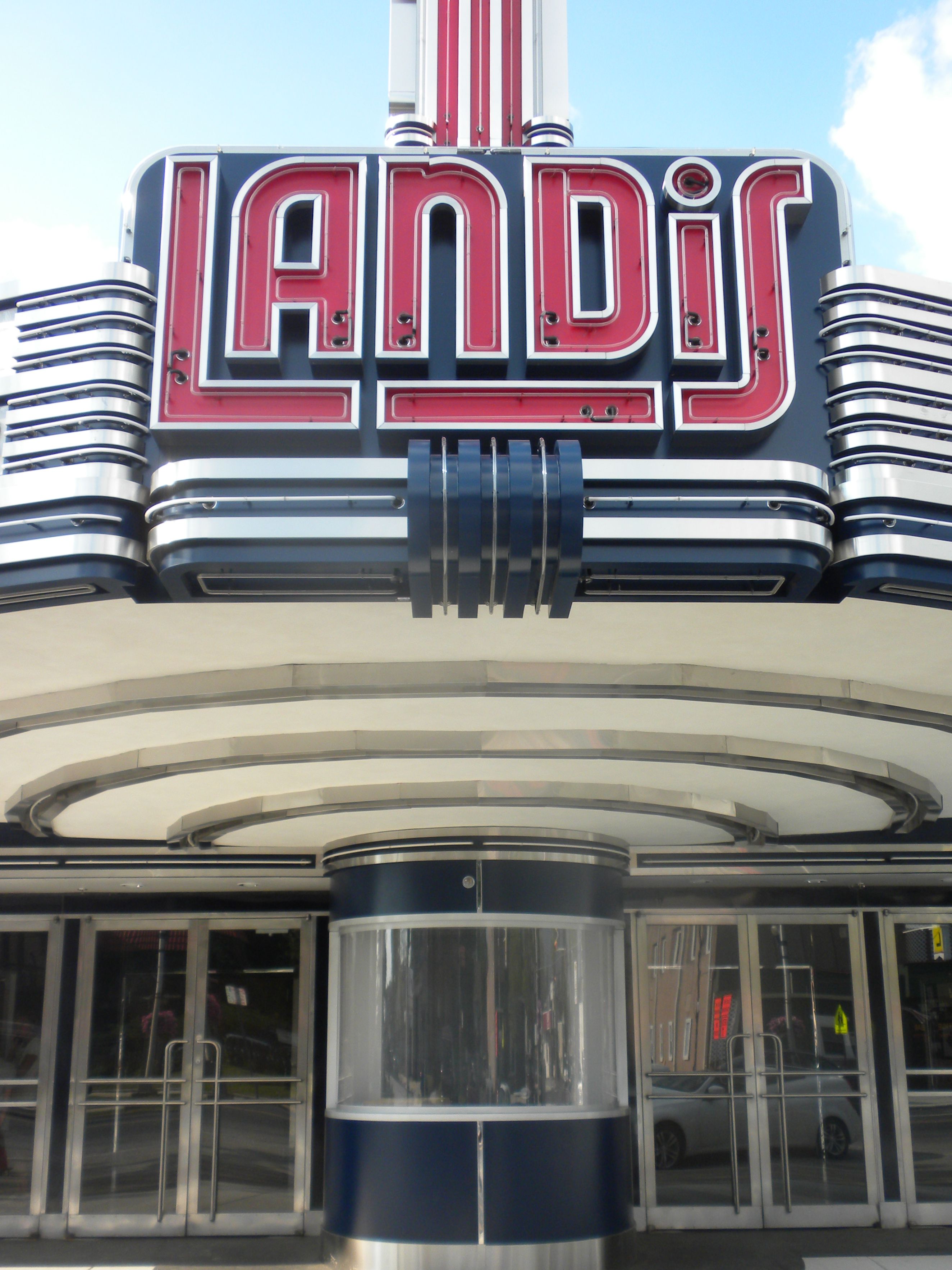
Шатро Лендіс театру

Частина Вайнленду є частиною міської зони вільного підприємництва. Крім інших переваг, щоб заохотити зайнятість в зоні, покупці можуть скористатися пільговими 3 % податкової ставки проти 7 % ставки у штаті.
Головна вулиця в місті Вайнленд — Ландіс-Авеню. Традиційний центр міста розташований в декількох кварталах на схід і захід від перетину Ландіс-авеню і бульвару. На бульварі є пара доріг, які фланкують головний Північної/Південної залізниці, яка зв'язала Вайнленд з Кеп-Мей на південь і Камден/Філадельфія на північ. Після багатьох років спаду в останні роки активність по відновленню життєздатності «проспект» і центр міста. Нове будівництво включає в себе новий транспортний центр, будівлю суду, поштове відділення, початкову школу, общинний центр і тротуар модернізацію. У 2005 році Вінленд був призначений громадою Main Street, і завдяки роботі цієї групи було виділено кошти для продовження цього вдосконалення за рахунок власних та фасадних удосконалень, збереження бізнесу та маркетингу.

## Влада

### Місцеве самоврядування
Місто Вайнленд регулюється в межах Закону Фолкнера, формально відомого як додатковий Муніципальний чартерний закон, мер-Рада (план А), який впроваджується на основі рекомендацій Комісії з дослідження статусу від 1 липня 1952 року, місяців після закінчення Формування міста. Мер служить в якості міського керівника, а міська Рада є законодавчою гілкою влади. Мер і Рада обираються одночасно на чотирирічний термін повноважень в ході безпартійних виборів, які проводяться у високосний рік під час листопадових загальних виборів. Постанова Закон, ухвалений Радою в 2011 році, змістив вибори з травня по листопад, фактично продовживши термін повноважень членів служби в той час на шість місяців.
Нині (станом на 2016 рік) міським головою працює Вайнленд-Рубен Бермудес, чий термін повноважень закінчується 31 грудня 2016 року, разом з усіма членами міської ради. Члени міської ради Вайнленда — це Голова Ради Ентоні Фануччі, віце-президент ради Павло Спінеллі, Анджела Калаком, Маріца Гонсалес і Джон Прокопіо.
У січні 2013 року, Рубен Бермудез прийняв посаду першого мера міста Латинос.

### Федеральні, державні та представництві органи влади
Вайнленд знаходиться у 2-му виборчому окрузі, являючись частиною Нью-Джерсі 1-го державного Законодавчого округу.

### Політика
Станом на 23 березня 2011 року у місті Вайнленд, загалом зареєстровано 37 583 виборці  з яких 10 388 (27.6 %) були зареєстровані як демократи, а 6 109 (16.3 %) — як республіканці. Ще 21 059 (56.0 %) були зареєстровані в якості незалежних. Крім того, 27 виборців, зареєстровались на інших осіб.
На президентських виборах 2012 року демократ Барак Обама отримав 64.9 % голосів (15 299 виборців), випередивши республіканця Мітта Ромні з 34,2 % (8 074 голосів) та інших кандидатів що загалом набрали 0,9 % (218 голосів) із 23 880 бюлетенів, поданих в окрузі. У голосуванні взяли участь 39 605 виборців (289 бюлетенів були зіпсовані), при явці 60,3 %.
На президентських виборах 2008 року демократ Барак Обама отримав 62.6 % голосів (15 743 виборців), випередивши республіканця Джона Маккейна, який отримав 35.2 % (8 862 голосів). Загалом було використано 25144 бюлетенів серед 39,098 зареєстрованих виборців при явці 64.3 %.
На президентських виборах 2004 року  демократ Джон Керрі отримав 53.8 % голосів (12 506 бюлетенів), випередивши республіканця Джорджа Буша-молодшого, який отримав близько 43.6 % (10 131 голосів) з 23 253 бюлетенів серед 35 943 зареєстрованих виборців. Явка виборців склала 64,7 відсотка.
На губернаторських виборах 2013 року, республіканець Кріс Крісті отримав 55.5 % голосів (7,171 бюлетенів), випередивши демократа Барбара Буоно з 42.8 % (5 527 голосів) та інших кандидатів з 1,7 % (221 голосів), серед 13 243 бюлетенів, поданих в окрузі 37 789 зареєстрованих виборців (324 бюлетенів були зіпсовані), при явці виборців 35.0 %.
На губернаторських виборах 2009 року, демократ Джон Корзін отримав 52.2 % голосів (7 457 бюлетенів), випередивши республіканця Кріса Крісті з 40.1 % (5,725 голосів) і незалежного Кріса Даггетта з 4,8 % (681 голосів), з 14 289 бюлетенів серед 37 092 зареєстрованих виборців. Явка склала 38.5 %.

## Освіта
Публічні школи Вайнленда готують учнів у загальноосвітній школі від дошкільного віку до дванадцятого класу. Цей район вважається одним із 31 колишнього округу Ебботт штату,
які тепер називають «SDA Districts» на основі вимоги, що держава покриває всі витрати на будівництво та реконструкцію будинків у цих районах під наглядом Адміністрації з розвитку школи в Нью-Джерсі.
Станом на 2011—2012 навчальний рік у 17-ти школах району навчалося 9 734 студентів і працювало 895 вчителів. Співвідношення студент–викладач, як 10,88:1.
Школи в районі (з даними реєстрації за 2011—2012 рр. від Національного центру статистики освіти) : Дошкільний центр Касімер М. Даллаґо (IMPACT) (230) та Дошкільний центр ім. Макса Леухтера (202) для дошкільного віку (396), Початкова школа D'Ippolito (696), школа Марії Дюранда (565), школа Джонстона (458), школа доктора Вільяма Менніса (653), школа Петеві (571), школа Глорії М. Сабетер (575), Джон Х. Уінслоу школи (554) для класів K-5 школи Лендіс (487), Школа Ентоні Россі (550), Меморіальна школа Ветеранів (521) та Школа ім. Томаса У. Уоллеса (492) для 6-8 класів середньої школи Вайнленда (2 717) для 9-12 класів та Альтернативна школа Каннінгема для студентів з «особистими або академічними проблемами, які перешкоджають їм досягти свого повного потенціалу» (68) у 7-12 класах.
Кемберлендська християнська школа — це приватна школа для спільної освіти, яка розташована у Вайнленді, яка служить студентам дошкільного віку до дванадцятого класу. Школа, заснована в 1946 році, має загальну кількість студентів понад 1000 осіб.

У місті є дві католицької початкової школи, єпископ Шадської обласної школи (що поєднує школи святого Франциска та священних сердець) та Регіональну школу Св. Марії. Обидві школи працюють під керівництвом Римсько-католицької єпархії Камдена. Вища школа святого серця служила 9-12 класи з 1927 року до її закриття Камденської єпархією в червні 2013 року через зменшення кількості студентів

Школа Еллісона — це приватна неконцентрована школа для навчання за кордоном, розташована на вулиці Південь-Спрінг-Роуд у Віналенді. Школа, у якій навчаються близько 120 студентів у класах до K до 8-го класу, відома як суворі вчені та невеликий (6: 1) коефіцієнт учнів / викладачів. Школа заснована в 1959 році і перейшла на її поточний сайт у 1968 році

## Пам'ятки
- Delsea Drive-In, розташована на маршруті 47 (Delsea Drive) на північ від графства Route 552, є єдиним театром, що рухається в штаті Нью-Джерсі, держава, у якій вони вперше були створені в 1932 році.
[90][91][92]
- Палац депресії був побудований ексцентричним і усадським Джорджем Дайнором, колишнім аляскинським золотодобувним робітником, який втратив щастя на Біржовому краху на Уолл-Стріт у 1929 році і був відомий як «найдивніший будинок у світі» або «домашнього мотлоху», і був побудований як заповіт волі проти наслідків Великої Депресії. Повне відновлення триває.
- [93]
- Ринок Landis MarketPlace був відкритий у 2011 році як дворівневий внутрішній публічний ринок і включає в себе декілька постачальників на верхньому рівні. Станом на серпень 2015 р. Продавці амішей на нижньому рівні зникли через вартість оренди. В даний час нижній рівень не зайнятий.[40]
- Історико-антикварне товариство Вайнленда, музей та науково-дослідна бібліотека, що функціонує з 1910 року, мають велику колекцію, яка демонструє історію міста.[94]
- У 2009 році до 25 мільйонів доларів США у вигляді грантів, передбачених Законом про економічний стимул 2008 року, було виділено допомогу з очищення ґрунту компанії Vineland Chemical Company. Власники компанії заплатили 3 мільйони доларів на очищення ґрунту та води на місці, забрудненому миш'яком та іншими токсичними речовинами, хоча Агентство з охорони навколишнього середовища Сполучених Штатів  витратило більше 120 мільйонів доларів на зміну майна Суперфонду.[95]

## Транспорт

### Дороги і магістралі
За станом на травень 2010 року місто мало  335,15 миль (539,37 км) дорожніх шляхів, з яких 234,73 миль (377,76 км) підтримували муніципалітет, 80,54 милі (129,62 км) округу Камберленд та 19,88 милі (31,99 км) Департамент транспорту Нью-Джерсі  і 2,79 милі (4,49 км) Нью-Джерсі Управління Turnpike

Маршрут 47 (Delsea Drive) проходить близько 9,5 миль (15,3 км) на північ-південь у східній частині міста, з'єднуючи Мілвілл з півдня до містечка Франклін округу Глостер на північній частині міста. Маршрут 55 входить у місто з Мілвілла за 2,3 милі (2,3 км), повертається до Мілвілла і знову входить у Вайнленд, йдучи вздовж західного кордону 14,8 миль (14,2 км) і прямує на північ до містечка Піттсгров в окрузі Салем. Маршрут 56 (проспект Ландіс) проходить по місту з міста Піттсгров до його східного кінця на маршруті 47.
Маршрут 540 (мигдалева дорога / Парк Авеню / Ландіс-Авеню) входить із Заходу в місто Піттсгров і йде 8 миль (13 км) до Буена-Віста в окрузі Атлантик на східному кордоні. Каунті Рут 552 (проспект Шерман / Майс Ландінг Роуд) входить з міста Деерфілд в південно-західній частині міста і йде 10,4 км (17,4 км) до містечка Моріс-Ривер-Тауншип. Маршрут 555 (Південна Головна дорога / Північна Головна дорога) входить з Мілвілл протяжністю 8 миль (13 км) у Франклін-Тауншип.

### Громадський транспорт
Нью-Джерсі Транзит надає автобус на 313 маршрут між Кейп-Мей і Філадельфією, на 408 маршруту між Мілвіллом і Філадельфією, на 553 маршрут між верхньою Дірфілд-Тауншип і Атлантик-Сіті.
Поряд розташовані два загальні аеропорти. Аеропорт Віннеанд-Даустаун розташований на відстані 4,8 милі (6,4 км) на північний схід від центрального ділового району і та аеропорт Креелінгер на відстані 3 милі (4,8 км) на північ.

## Відомі люди
Список люди, які народилися, жили або інакше тісно пов'язані з Вайнлендом:
- Манило (Дніпряк) Іван Васильович (1918—1976) — український поет, байкар, видавець, редактор.
- Хакем Абдул-Шахейд (народився у 1959 році), засуджений наркоторговець та лідер організованої злочинності.[106]
- Нельсон Альбано (народився у 1954 р.), Член Генеральної Асамблеї штату Нью-Джерсі, який представляв перший Законодавчий округ.[107]
- Ніколас Асельта (народився у 1951 р.), Член Сенату Нью-Джерсі, який служив у Вілендській колегії освіти (1993—1996 рр.), Раді планування Вайнленда (1992—1993 рр.) та окружній екологічній комісії Вайнленда (1992—1993 рр.).[108]
- Джонні Остін (1910—1983), трубач, який зіграв з оркестром Гленна Міллера, а потім у 1947 році створив оркестр Джонні Остіна.[109]
- Герман Банк (1916—2012), інженер-механік лабораторії реактивного руху  який керував проектуванням кількох ранніх космічних апаратів.[110]
- Обі Бермудес (1977 року народження), атиноамериканський чемпіон Grammy за найкращий чоловічий альбом у 2005 році.[111]
- Стенлі Бротман (1994—2014), суддя окружного суду Сполучених Штатів округу Нью-Джерсі.[10]
- Роберт Ніл Батлер (1927—2010), перший директор Національного інституту проблем старіння.[112]
- Гленн Карбонара (1966 року народження), колишній професійний футболіст.[113]
- Томас Чисхольм (1866—1960), християнський автор пісень, який написав «Велика віра твоя».[10]
- Сем Фіоччі (народився у 1952 році), член Генеральної Асамблеї штату Нью-Джерсі з 1-го Законодавчого округу з 2014 року.[114]
- Даррен Форд (1985 р.н.), професійний аутліфікатор бейсболу, який наразі перебуває у складі гігантів Сан-Франциско.[115][116]
- Кріс Гейсенс (народився в 1972 р.), Президент і головний виконавчий директор Wawa Inc.[117]
- Генріх Годдард (1866—1957), психолог і євгеніст, автор серії «Калікаки», який очолював навчальну школу Віннеланд для дівчат та хлопчиків, котрі розумно розумів, де він ввів термін  «дебільність» для опису м'якої форми розумової відсталості.
- [10]
- Єремія Хакер (1801—1895), реформатор квакерів і журналіст.[10]
- Алан Коток (1941—2006), фахівець з комп'ютерних наук, відомий своїми внесками в Інтернет і всесвітню мережу.[118]
- Р. Брюс Ленд (народився 1950 р.), політик і колишній поліцейський з питань виправлення, який представляв 1-й Законодавчий округ на Генеральної Асамблеї штату Нью-Джерсі з 2016 р.[119]
- Чарльз К. Лендіс (1833—1900), засновник Вінленд.
- Майлз Лерман (1920—2008), який пережив Голокост і воював під час Другої світової війни, був окупований Польщею та допоміг спланувати та створити Меморіальний музей  Голокосту США у Вашингтоні.[120]
- Джиліан Лойден (1985 р.н.), Футбольний воротар.[121]
- Аль Лукенс (народився 1872-?), грав у 1894 році за Філадельфію Філіс.[122]
- Джон Лендіс Мейсон (1832—1902), винахідник банка «Мейсона» із скла.[123]
- Метью В. Мілам (народився в 1961 році), політик, який служив на Генеральної Асамблеї штату Нью-Джерсі з 2008 по 2013 рік.
- Дон Дін (народився 1947 року), професійний бейсболіст.[124]
- Лу Пікконе (народився в 1949 році), широкий приймач і ударник, який грав у НФЛ у складі «Нью-Йорк Джетс» та «Буффало», протягом дев'яти сезонів у лізі.
- [125]
- Джеймс Луї Шад (1917—2002), єпископ-помічник Римсько-католицької єпархії Камден з 1966 по 1993 рік.[126]
- Джерет Шредер (1969 року народження), колишній водій в Індійській гоночній лізі.[10]
- Чад Сіверс (нар. в 1982 році), професійний футболіст.[10]
- Вальтер Х. Сьюард (1896—2008), великокняжий, який на момент своєї смерті у віці 111 років був третьою за віком чоловіком, який живе в США.
[127]
- Вальтер Л. Шоу (1916—1996), інженер телекомунікацій та винахідник, який закінчив поставку мафії чорними ящиками, здатними робити безкоштовні та нерозпізнані телефонні дзвінки.
[128]
- Янг Стефф (1988 р.), R & B, хіп-хоп та поп-співак-пісняр.[10]
- Марк Стерн, адвокат, виконавчий директор та філантроп, який виконує обов'язки голови групи TCW.[129]
- Паб Сунгеніс (1969 року народження), творець вебкоміксів «Нові пригоди королеви Вікторії».[130]
- Джина Томпсон (народилася в 1973 році), співачка R & B, чия пісня «Речі, які ви робите» досягнула цифри 41 на газетах «Billboard Hot 100», а також номер 12 на Hot B & B / Hip-Hop Singles & Tracks Chart.[111]
- Майк Троут (народився в 1991 році), аутліфікатор майстра ліги бейсболу
[131]
- Вік Вольтаджо (народився 1941 року), майор ліги бейсболу, арбітр з 1977 по 1996 рік.[132]
- Річард Венфліт, художник.
- Джон Х. Віре III (1908—1997), член Палати представників Сполучених Штатів з Пенсільванії.
- Мона Вейсмарк, психолог, який зосереджує увагу на справедливості між поколіннями.[133]
- Томас Бремуел Велч (1825—1903), першовідкривач процесу пастеризації, щоб запобігти бродіванню виноградного соку.
- Елмер Х. Вене (1892—1957), представляв 2-й округ Конгресу Нью-Джерсі з 1937 по 1939 рр. та з 1941 по 1945 рр..[134]
- Фреда Л. Вольфсон (р. 1954), окружний суддя окружного суду Сполучених Штатів округу Нью-Джерсі.[135]